# 방다르갱 국립공원

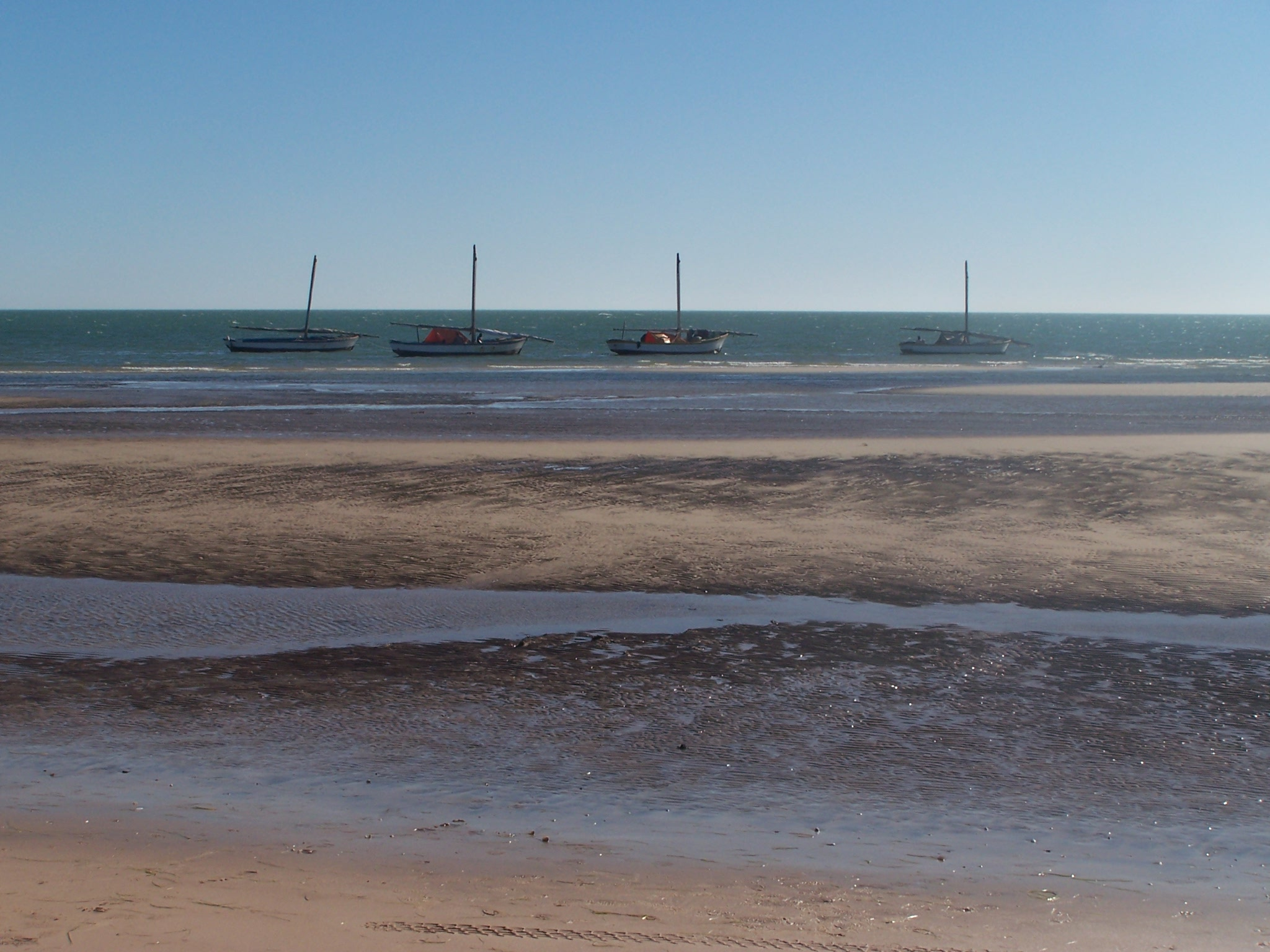

방다르갱 국립공원(Banc d'Arguin National Park), 국립공원의 방크다그(아랍어: حوص اركين, 로마자 표기: Ḥawḍ ʾArkīn, 프랑스어: Parc national du Banc d'Arguin)는 서아프리카의 누악쇼트(Nouakchott)와 누아디부(Nouadhibou) 사이의 모리타니 서해안, 타만라셋강 하구에 위치하고 있다. 이 세계유산은 플라밍고, 펠리컨, 제비갈매기류 등 철새와 번식조의 주요 서식지이다. 대부분의 번식은 티드라, 니로우미, 나이르, 키지 및 아르긴섬을 포함한 모래톱에서 이루어진다. 주변 해역은 서부 아프리카에서 가장 풍부한 어장 중 일부이며 서부 지역 전체의 보금자리 역할을 한다.
방다르갱 국립공원은 국가 경제에 크게 기여하는 천연자원과 귀중한 어업을 보호하고 과학적, 미학적으로 귀중한 지질 유적지를 보호하기 위해 1976년에 설립된 자연보전지역이다. 일반 대중의 레크리에이션을 위해 존재한다.
이 공원의 광대한 갯벌은 북유럽, 시베리아, 그린란드에서 이주해 온 백만 마리가 넘는 도요·물떼새에게 보금자리를 제공한다. 이 지역의 온화한 기후와 인간의 방해가 없는 덕분에 공원은 이 종들에게 세계에서 가장 중요한 장소 중 하나가 되었다. 둥지를 틀고 있는 새의 개체수는 그 수와 다양성으로도 유명하다. 15종에 속하는 25,000~40,000쌍이 서아프리카에서 가장 큰 물새 서식지를 이루고 있다. 이 공원은 많은 수의 월동 물새를 지원하기 때문에 버드라이프 인터내셔널에 의해 중요조류지역(IBA)으로 지정되었다.

## 같이 보기
- 아르긴섬